# 유카와 하루나
유카와 하루나(湯川遥菜, 1972년 4월 27일 ~ 2015년 1월 25일)는 일본의 사업가로, 이라크 레반트 이슬람 국가 (ISIL)에 의해 살해당했다.

## 생애
지바현의 사립 고등학교를 졸업하였다. 지인들과 회사를 설립하여, 1997년 밀리터리 샵 히다카야(日高屋)를 개점하였다. 27세에 결혼하였다. 2002년에 사업을 확장했지만, 2004년에 경영이 힘들어져, 2005년 히다카야의 영업권을 팔았다.
2014년 1월 15일, 정치 단체 아시아 유신의 모임을 설립하여 지바현에 신고했다. 이듬해 1월 16일 출자자를 얻고 민간 군사 회사 피엠시 주식회사(ピーエムシー株式会社)를 설립하였다. 같은 해 4월, 5월에 시리아에 체류하였다. 7월 28일, 튀르키예에서 육로로 시리아에 입국하였다. 8월 14일, 알레포 교외에서 유카와로 추정되는 남성이 구속되어 훗날 ISIL의 범행 성명이 나왔다. 2015년 1월 24일 유카와가 살해되었다는 소식이 인터넷에 올라왔다. 현지 시간 1월 25일 오후 ISIL은 선전 매체인 라디오를 통해 유카와를 살해하였다고 발표하였다.